# Коровина, Галина Сергеевна
Галина Сергеевна Коровина (урождённая Иванова; 21 сентября 1909 — 5 августа 1980) — советская теннисистка и теннисный тренер, заслуженный мастер спорта СССР (1945). 16-кратная чемпионка СССР в одиночном, женском и смешанном парном разрядах.

## Спортивная карьера
Галина Коровина пришла в лаун-теннис поздно — лишь в возрасте 23 лет, но к середине 1930-х годов уже входила в число сильнейших теннисисток СССР. Тренировалась у Бруно Шпигеля. Впервые она вошла в первую десятку советского рейтинга в 1936 году, а на следующий год уже стала вице-чемпионкой СССР, уступив в финале признанной фаворитке Нине Тепляковой. Так же распределились места в одиночном финале чемпионата СССР в следующие два года, а в 1940 году Коровина, с которой в качестве тренера работал Евгений Кудрявцев, поставивший её игру у сетки, впервые выиграла чемпионское звание, победив в финале всё ту же Теплякову. После первых лет войны, в которые Коровина занималась лечебной физкультурой с ранеными в госпиталях, она ещё дважды выигрывала всесоюзное первенство в одиночном разряде — в 1944 и 1945 годах. В 1945 году ей было присвоено звание заслуженного мастера спорта.
Помимо титулов в одиночном разряде, Коровина 12 раз становилась чемпионкой СССР в женских парах (в первый раз в 1938 году, а в последний — в 1955-м) и один раз в миксте (в 1948 году). Она выигрывала Всесоюзные зимние соревнования девять раз (один раз, в 1950 году, в одиночном разряде, и восемь раз в парном), дважды становилась обладательницей Кубка СССР в составе ленинградской команды «Динамо» и неоднократно выигрывала первенство ВЦСПС во всех разрядах. Коровина — 45-кратная чемпионка Ленинграда во всех разрядах, в том числе 16-кратная — в одиночном разряде. Она входила в сборную СССР в серии товарищеских матчей с командой Чехословакии в 1938 году и вплоть до 1954 года оставалась в десятке сильнейших теннисисток СССР.
Игру Коровиной отличали смелость и рискованность. Её сильными сторонами были быстрое перемещение по корту и длинные удары, среди которых особенно успешным был драйв слева.
В 1946 году Галина Коровина окончила Школу высшего спортивного мастерства при Ленинградском институте физической культуры и по окончании игровой карьеры стала тренером в ленинградской школе «Юный динамовец». Среди её воспитанников был ряд мастеров спорта СССР. 
Галина Коровина умерла в 1980 году. В 2009 году её имя было включено в списки Зала российской теннисной славы.